# 阿努拉达·甘迪
阿努拉达·甘迪（英語：Anuradha Ghandy；1954年3月28日—2008年4月12日）是印度共产主义者、作家和革命领袖，印度共产党（毛主义）中央委员。她主要从事宣传工作，并参与了印共（毛）在城市地区的活动。她是印度共产党（马列）的马哈拉施特拉邦创始成员之一。
在毛派的政策文件中，安拉达对有关种姓和“女权主义和马克思主义”的政策文件作出了重大贡献。在丹达卡冉亚，她让游击队员意识到工人合作社在农业生产等领域的潜力。她在改变当时在党内占主导地位的父权思想中占关键地位。

## 生平
出生于老一代共产主义者Ganesh和库穆德·尚巴格（Kumud Shanbag）的家庭，他们在孟买的印度共产党办公室结婚。直到20世纪50年代中期，他们都在印度共产党内。Ganesh后来加入防卫委员会，自愿参与对共产主义者的诉讼。库穆德一生都是一名积极的社会工作者。安拉达的兄弟Sunil Shanbag是孟买剧作家，创作左翼革命剧作品。安拉达就读于Santacruz 的J.b. Petit学校。 1968年纳萨尔巴里起义后，孟买是极左翼活动分子的中心，阿拉达起了主要作用，随后参加激进学生团体进步青年运动。从那里她连接到后来的纳萨尔派运动。她参加了1975年的达利特豹运动。
当保护民主权利委员会成立时，她是印度紧急状态后的领导人物之一。1982年她从孟买迁往那格浦尔。期间她多次被捕，之后转入地下。有人提到她和巴斯塔县的部落民有关。她领导着党的妇女翼，在地下工作。
2008年4月12日，在印度中部的丹达卡冉亚丛林中，死于恶性疟疾相关疾病。系统性硬化症削弱了她的免疫系统，导致多器官衰竭。她在贾坎德邦工作期间，教育那些部落在其社区反对压迫妇女时，患上脑性疟疾。在她最后的日子里，她一直在培训女干部以培养领导技能。
在她的讣告中，1970年代她还是一名大学生时就是她的朋友的Jyoti Punwani写道：“‘纳萨尔派的威胁’，曼莫汉·辛格说，‘是国家最大的威胁’。但我记得一个总是在笑的女孩，她放弃了富有的生活来改变别人的生活”。

## 个人生活
1983年11月，嫁给了柯柏德·甘迪，他来自古吉拉特-帕西家族。